# Gornje Vidovo
Gornje Vidovo (en serbe cyrillique : Горње Видово) est un village de Serbie situé dans la municipalité de Paraćin, district de Pomoravlje. Au recensement de 2011, il comptait 774 habitants.

## Démographie

### Évolution historique de la population
| 1948 | 1953  | 1961  | 1971 | 1981 | 1991 | 2002 | 2011 |
| ---- | ----- | ----- | ---- | ---- | ---- | ---- | ---- |
| 957  | 1 053 | 1 073 | 968  | 980  | 932  | 855  | 774  |

|  |